# Westelijke blauwtongskink
De westelijke blauwtongskink (Tiliqua occipitalis) is een hagedis uit de familie skinken (Scincidae).

## Naam
De wetenschappelijke naam van de soort werd in 1863 als Cyclodus occipitalis gepubliceerd door Wilhelm Peters. De soortaanduiding occipitalis komt uit het Latijn en betekent vrij vertaald 'aan het achterhoofd'.

## Uiterlijke kenmerken
De totale lichaamslengte bedraagt ongeveer 50 centimeter, de staart is korter dan het lichaam. De skink is over het algemeen makkelijk te herkennen aan het duidelijk lichtbruine lichaam met brede, zeer donkere tot zwarte dwarsbanden die ook doorlopen op de staart. De donkere banden kunnen worden onderbroken door grillige vlektekeningen. De kleur van de buikzijde is witgeel.
De kop is groot en driehoekig van vorm en duidelijk gescheiden van de nek. Achter het oog is een grote zwarte vlek aanwezig die doorloopt over de slaap. Tussen het oog en de neuspunt is vaak een minder donkere vlek aanwezig. De tong heeft een diepblauwe kleur en is zeer breed, de tong wordt gebruikt om roofdieren af te schrikken. De skink is niet giftig, maar kan wel een zeer krachtige beet geven die beter vermeden kan worden.

## Verspreiding en habitat
De skink is endemisch in zuidelijk Australië. De soort komt voor in de staten New South Wales, Noordelijk Territorium, Queensland, Victoria, West-Australië en Zuid-Australië.
De habitat bestaat uit dorre maar vegetatierijke omgevingen zoals graslanden en steppen. De hagedis wordt vaak gevonden in omgevingen waar planten uit het geslacht Spinifex groeien. Ook in door de mens aangepaste omgevingen kan de skink worden aangetroffen.
Door de internationale natuurbeschermingsorganisatie IUCN wordt de hagedis beschouwd als 'veilig' (Least Concern of LC). De westelijke blauwtongskink is een van de minder algemeen voorkomende blauwtongskinken. De soort duikt regelmatig op in de handel in exotische dieren.

## Levenswijze
De westelijke blauwtongskink is een omnivoor die zowel planten als dieren eet. Het plantaardige voedsel bestaat uit fruit en bessen, dieren die worden buitgemaakt zijn onder andere slakken, spinnen en insecten. De huisjes van slakken kunnen gemakkelijk worden gekraakt door de krachtige kaken.
De skink is overdag actief en schuilt 's nachts tussen de bladeren in de strooisellaag, onder stenen of in holle bomen. Ook de verlaten holen van zoogdieren zoals konijnen worden gebruikt als schuilplaats.
Zoals alle blauwtongskinken is ook deze soort levendbarend. De jongen ontwikkelen zich in het lichaam van de moeder en krijgen voedsel door middel van placentaal weefsel. Ze komen volledig ontwikkeld ter wereld en zijn direct zelfstandig. De vrouwtjes krijgen meestal tussen de 5 en 10 jongen per keer.

## Synoniemen
- Cyclodus fasciatus Lütken, 1863[6]